# 威熱
威熱（葡萄牙語：Uíge）是安哥拉西北部的城市，也是威熱省的首府，毗鄰剛果民主共和國，是產自鄰近地區的咖啡的重要貿易市場，海拔高度858米，該市西北面三公里有機場設施，2010年人口119,815。

## 历史
在葡萄牙占领它是为咖啡生产在20世纪50年代的主要中心。城市是叛乱活动对葡萄牙占领的神经中枢。因此，城市所面临的葡萄牙队和国民阵线之间频繁的游击战争的安哥拉解放。它有马尔堡病毒的最坏称为有史以来爆发于2005年。